# Stazione di Dobbiaco SFD
Stazione di Dobbiaco SFD 1962-ben bezárt vasútállomás Olaszországban, Trentino-Alto Adige régióban, Dobbiaco településen.

## Vasútvonalak
Az állomást az alábbi vasútvonalak érintették:
- Dolomit-vasút

## Kapcsolódó állomások
A vasútállomáshoz az alábbi állomások vannak a legközelebb: 
- Stazione di Dobbiaco Lago